# Petr Čabla
Petr Čabla (ur. 11 maja 1989) – czeski wioślarz.

## Osiągnięcia
- Mistrzostwa Świata U-23 – Račice 2009 – czwórka podwójna wagi lekkiej – 11. miejsce[1].
- Mistrzostwa Świata U-23 – Brześć 2010 – dwójka podwójna wagi lekkiej – 12. miejsce[1].
- Mistrzostwa Europy – Montemor-o-Velho 2010 – dwójka podwójna wagi lekkiej – 12. miejsce[1].